# Alseuosmia quercifolia
Alseuosmia quercifolia är en tvåhjärtbladig växtart som beskrevs av Allan Cunningham. Alseuosmia quercifolia ingår i släktet Alseuosmia och familjen Alseuosmiaceae. Inga underarter finns listade i Catalogue of Life.